# Furlong
Furlong este o unitate de măsură din sistemul de unități de măsură anglo-saxon egal cu 220 yarzi, echivalent în Sistemul internațional de unități cu 201,168 metri).